# Neolit
Neolit nebo také mladší doba kamenná je pravěké období (zhruba 8000 až 5000 let před naším letopočtem), ve kterém se namísto dosavadního lovu a sběru stává hlavním zdrojem obživy zemědělství. Samotný výraz neolit pochází z řeckého neos = nový a lithos = kámen a odráží v názvu jeden z typických prvků tohoto období (viz níže). Tato tzv. neolitická revoluce začíná na Blízkém východě někdy v 8. nebo v polovině 7. tisíciletí př. n. l. a ukončuje tak období mladého mezolitu; neolit ovšem na různých územích začíná odlišně, podle toho, jak rychle či pomalu se sem šířila znalost prvotního zemědělství, které je rozhodujícím znakem období. Ve střední Evropě se uvažuje o 6. tisíciletí př. n. l. Někdy ve 4. tisíciletí př. n. l. pozvolna přerůstá v období eneolitu.

## Typické rysy
Neolitická doba se vyznačuje následujícími aspekty:
- zemědělství – ve střední Evropě hlavně pěstování obilnin a luštěnin a chov domácích zvířat
- výroba keramických nádob, keramika
- výroba první broušené a vrtané industrie
- počátky vědomé výroby oděvů
- usedlý způsob života spojený se stavbou trvalých domů (v paleolitu pouze stany a chaty netrvalého charakteru)

## Vznik zemědělství
V 10. nebo v 9. tisíciletí př. n. l. došlo v oblasti tzv. úrodného půlměsíce (tj. v oblasti dnešní Palestiny, Sýrie, Turecka, Íránu a Iráku) ke změnám ve způsobu získávání obživy počátkem zemědělství v návaznosti na oteplení v holocénu po poslední době ledové. V předchozích dobách byl obživou lov a sběr přírodních plodů, hlíz a zrn divokých trav. Lidé postupně začali sami účelově pěstovat obilí (hlavně pšenici a ječmen) a chovat dobytek (ovce, kozy, hovězí dobytek). Vedle obilnin také pěstovali hrách, čočku, proso, len, mák, boby, výjimečně i oves a žito.
Nejstaršími sídlišti, kde byla archeologicky zaznamenána přítomnost obilnin, jsou
- Mureybit v severní Sýrii (odhadované stáří nálezu 8050–7542 př. n. l.),
- Ali Koš v Íránu (7500–6750 př. n. l) a
- Jericho (7000 př. n. l.).

Podobná centra se o něco později vytvořila i ve Střední Americe a na Dálném východě v oblasti Žluté řeky (Chuang-che). Kultura Jang-šao je nejdokonaleji zdokumentovanou neolitickou kulturou z tohoto období. Tato kultura se šířila podél středního toku Žluté řeky a jejího přítoku Wej-che, tedy v dnešních provinciích Che-nan, Šan-si, Šen-si, Che-pej a autonomních oblastech Ning-sia a Vnitřní Mongolsko. Pravěcí lidé se zde živili převážně pěstováním zemědělských plodin jako bylo proso a konopí, dále pak lovem, rybařením, chovem prasat a psů. Kultura Lung-šan existovala v období 3000–2200 př. n. l. Byla rozšířena v oblastech dnešních provincií Šan-tung, Liao-ning, Che-nan, Che-pej, Šen-si a Šan-si. Nositelé této kultury zdokonalili technologii výroby keramiky i kamenných nástrojů a došlo k dalšímu rozvoji živočišné výroby. Domestikován byl kromě ovcí, vepřů a psů i hovězí dobytek, slepice a později možná i kůň (viz též Neolit na území Číny).

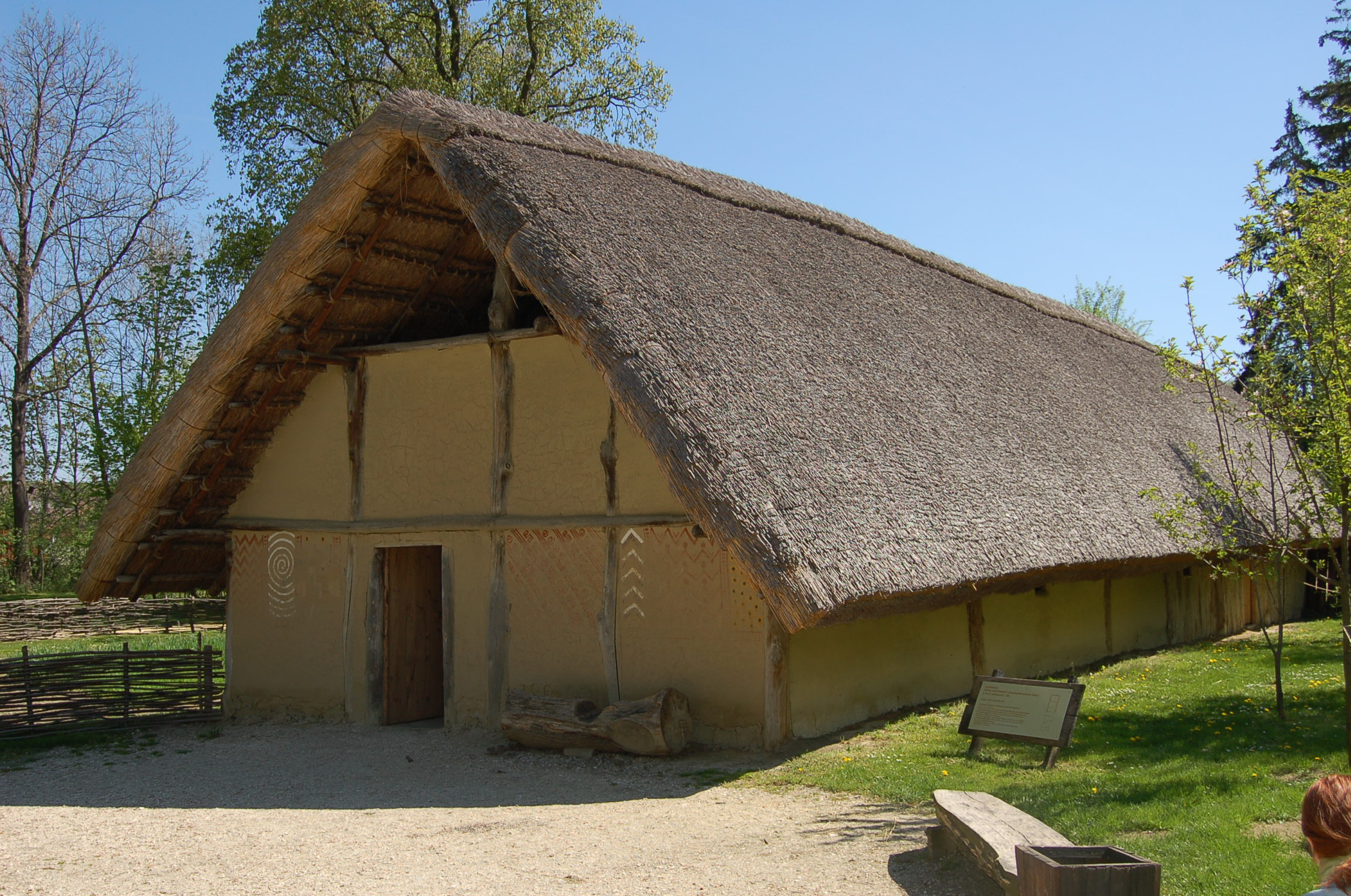
Neolitický dlouhý dům na území Rakouska

Do Evropy se zemědělství dostalo díky neolitickým zemědělcům z Anatolie, kteří začali před asi 8000 lety osídlovat Evropu. Geneticky měli nejblíž k současným obyvatelům jižní Evropy, například Sardincům a Baskům.

## Domestikace zvířat
Zároveň se začátkem pěstování obilnin, došlo i k domestikaci divokých zvířat. Zpočátku si lidé pravděpodobně vytvářeli tzv. živé konzervy. Tj. drželi v zajetí mláďata ulovených zvířat a vykrmovali je k pozdější spotřebě. Archeologicky nejsme schopni u kosterního nálezu postihnout, jestli se jednalo o „živou konzervu“ či již plně domestikované zvíře. Až později došlo k výraznému zmenšení velikosti chovaných zvířat. Nejstarší nálezy kostí ovce ze sídliště pocházejí ze Zarev Chemi/Shandaru (9 000 př. n. l.). Nálezy kozy se objevují později – kolem 7 500 – 6750 př. n. l. Kosti hovězího dobytka byly nalezeny v Jerichu (7 000 – 6750 př. n. l.), Agrisse (6 500 př. n. l.) a Knossu (6 100 př. n. l.).
Domestikovaný vlk – pes se objevil na sídlištích mimo úrodný půlměsíc a to ve Star Carr (Anglie) a v Seckenberg Moor (Německo, cca 7 500 př. n. l.). Nelze vyloučit, že sloužil (i) jako potrava.

## Architektura

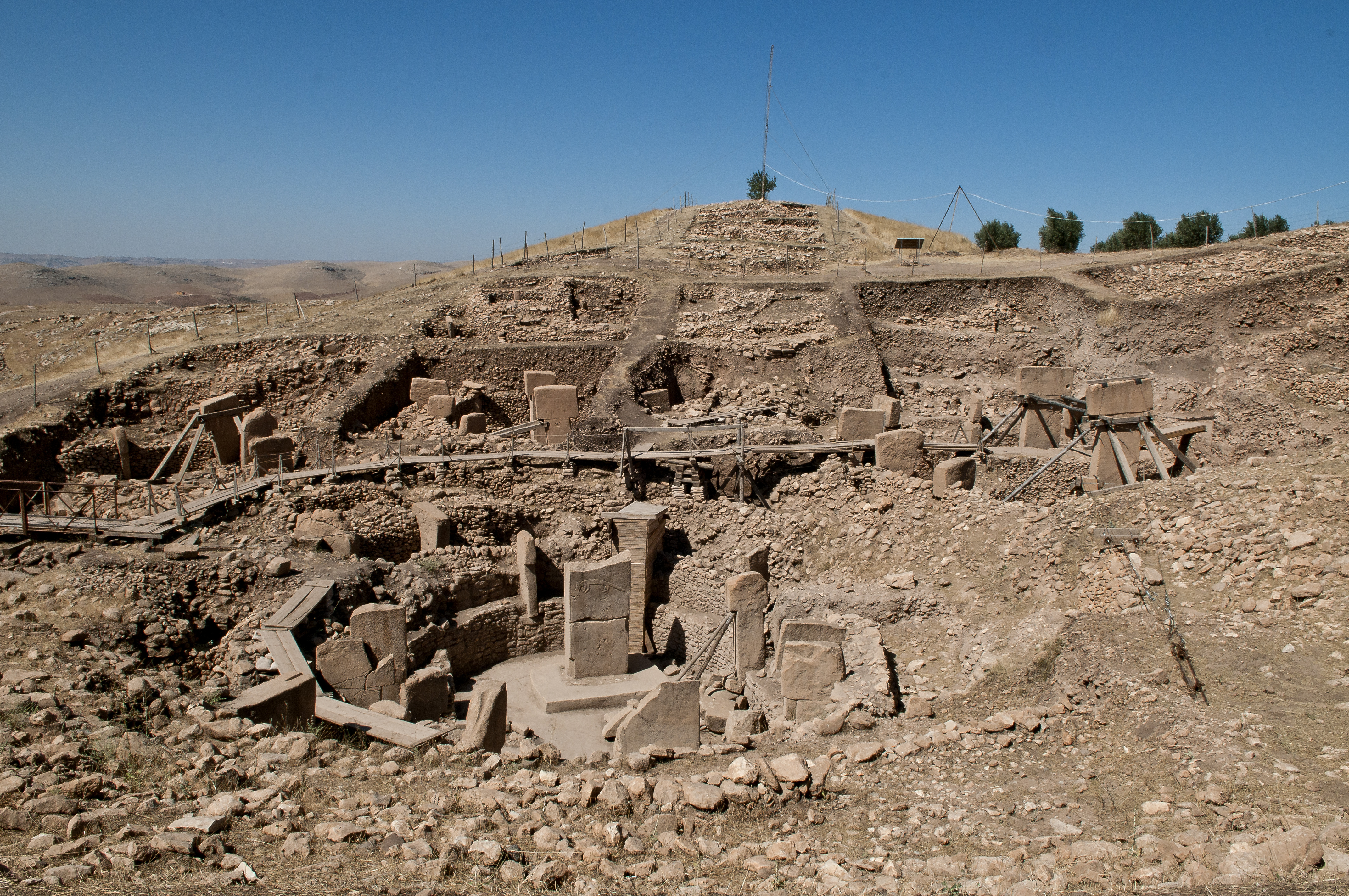
Göbekli Tepe

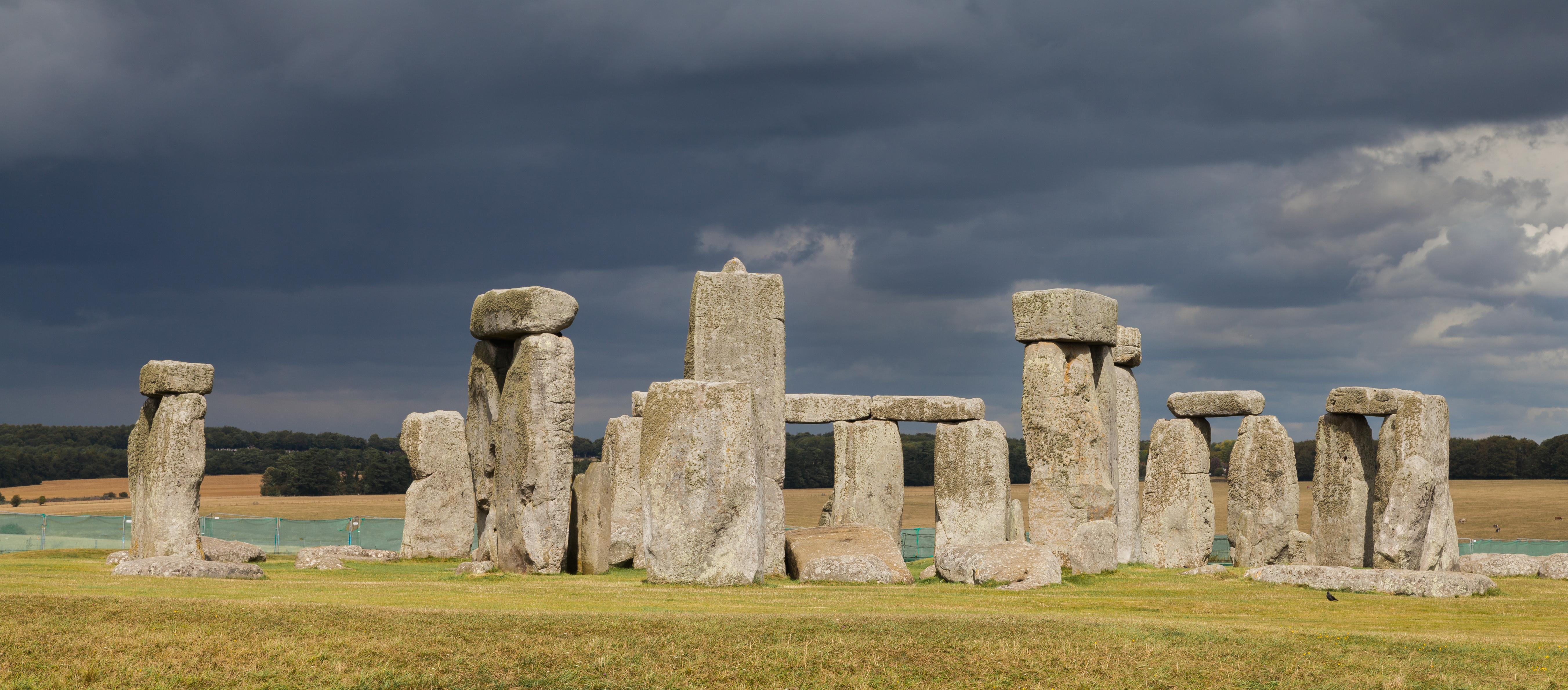
Stonehenge

Pozůstatky neolitické architektury se zachovaly spíš v okrajových oblastech a z velké části byly objeveny teprve ve 20. století. Zatímco na Blízkém východě jsou to hlavně obydlí a města, stavěná z hlíny a nepálených cihel, ve Středomoří a v Evropě se zachovaly hlavně hroby, kultovní místa a chrámy z velkých kamenů, známé jako megality. Nejstarší neolitické stavby pocházejí patrně už z 10. tisíciletí. Mezi nejstarší sídliště patří Göbekli Tepe a Nevalı Çori z 10.–9. tisíciletí ve východním Turecku a Jericho v Palestině (9. tisíciletí). V Çatal Hüyüku z 8.–7. tisíciletí, rovněž v jihovýchodním Turecku, jsou domy omítané a na stěnách zdobené malbami, patrně kultovního významu. Nálezy naznačují, že zemřelí se pohřbívali dvoufázově, nakonec pod podlahou domu, který tak sloužil i jako svatyně. Mehrgarh u města Kvéta ve středním Pákistánu, asi 150 km od afghánských hranic, byl nepřetržitě osídlen od 8. do 3. tisíciletí a na něj navazuje řada dalších neolitických měst v údolí Indu. V nejstarší vrstvě osídlení se nalezly domy z nepálených cihel s několika místnostmi na pevných základech z rovnaných kamenů a snad i s kanalizací. Koncem neolitu se na Blízkém Východě vytváří megaron, jednoduchá obdélná stavba s krytým přístřeškem a vchodem na užší straně, který se pak stal základem pro vývoj řecké chrámové architektury. V Evropě i v jihozápadní Asii, kam se neolitická kultura šířila v dalších tisíciletích, se obydlí patrně stavěla z méně trvanlivých materiálů – ze dřeva, z proutí a hlíny – takže se nezachovala. Zato se od Indie a Kavkazu až po západní a severní Evropu, ale i v Africe nebo Brazílii, zachovalo množství mohutných kamenných staveb, patrně náhrobků a kultovních míst. Nejznámější je anglické Stonehenge (asi 100 km od Londýna). Ale větší nebo menší kameny a skupiny kamenů se zachovaly ve velkém množství zejména v Irsku, ve Francii, v severním Německu a Dánsku, v jižním Rusku a na Kavkaze. Rozlišují se jednotlivé kameny (menhir) a jejich kruhy (kromlech) nebo řady (Carnac v Bretani), ploché kameny na sloupech (dolmen) a rozsáhlé hroby s mohylami (cairn, tumulus). V jižním Rusku a na Kavkaze se zachovaly dokonale zpracované deskové dolmeny a v osadě Volkonskij u Soči žulový monolit s vytesanou půlkulovou komorou. Pozoruhodná je také megalitická kultura na Maltě.

## Teorie týkající se rozšíření

### Difuzionistická teorie
Neolit se šíří difuzí – pronikáním nových skupin obyvatel z oblastí úrodného půlměsíce – Turecko, Syropalestina, Kurdistán přes Balkán, do střední Evropy. S tímto fenoménem měl souviset i příchod Indoevropanů do Evropy. Autorem a hlavním představitelem byl Vere Gordon Childe. DNA studie ukazuje, že docházelo k mísení s místními lovci a sběrači.

### Autochtonistická teorie
Neolit vzniká přímo na místě: vytvářejí se lokální místa neolitizace. Zastávají ji především středoevropští badatelé pro místní vývoj: O. Menghin nebo R. Pittioni.

### Substrátová teorie
Kombinace předchozích uvažuje o pronikání neolitického obyvatelstva na území mezolitiků.

## Sociální změny

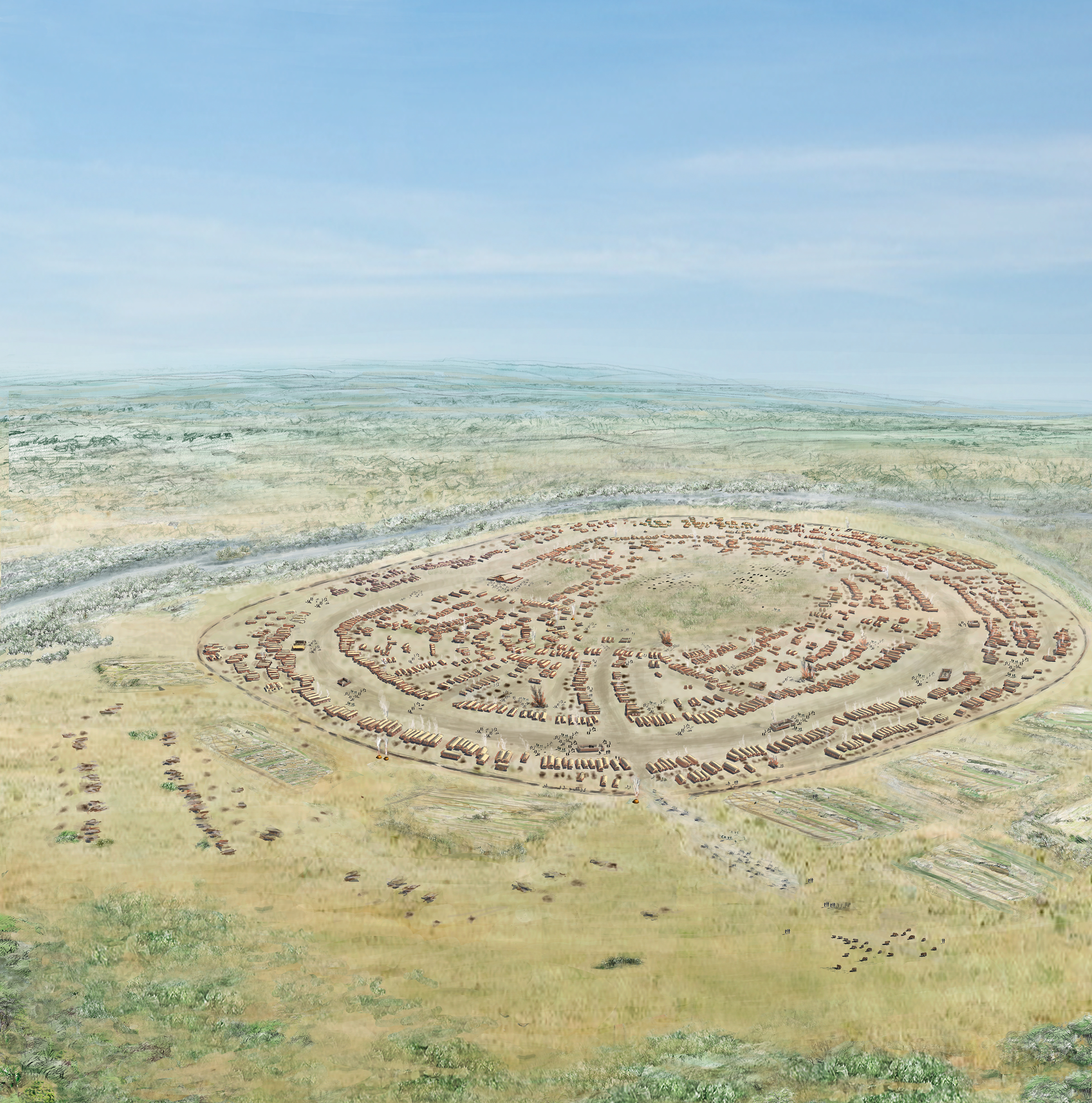
Nejstarší evropská města jsou přisuzována tripolské kultuře neolitických zemědělců

Množství sociálních změn a jejich relativní rychlost (vzhledem k předchozím fázím vývoje) některé badatele vedou k tomu, že hovoří o tzv. neolitické revoluci (původně analogie pojmu průmyslová revoluce). Pojem byl rozšířen archeologem australského původu Verem Gordonem Childem a jím poprvé užit roku 1936. Kritici říkají, že sociální změny vyvolané neolitickou revolucí byly v minulosti zveličovány (například se soudilo, že zemědělství umožnilo zvýšit rychle lidskou populaci, což dnes mnoho badatelů zpochybňuje). Nicméně se zdá zřejmé, že jisté přebytky potravy umožnily specializaci (zajištění potravy už se nemuseli věnovat všichni členové komunit), a tedy vznik řemesel. Přebytky také vedly ke vzniku obchodu (s tím souvisela potřeba standardizace – obchodní stezky, peníze, čísla). Jedním z revolučních přelomů je podle většiny odborníků vznik soukromého vlastnictví, související patrně přímo s užíváním půdy. Ve společnosti též vzniká pevnější hierarchie, a s tím pravděpodobně souvisí vznik náboženství, patriarchátu (lovecko-sběračské společnosti neznají ani pojem otcovství), monogamie a také otrokářství. Objevuje se válčení a organizované násilí mezi lidmi, které nebylo doloženo v předchozím paleolitu (např. z jeskynních maleb, nebo kosterních pozůstatků). Míra válčení, lidských obětí (souvisejících asi s primitivními náboženskými kulty) a hromadných kastrací nepřátel byla v určité chvíli taková, že se neolitické kultury dostaly do stavu mocné populační převahy žen nad muži. Předmětem výzkumu jsou také negativní dopady neolitické revoluce. Zdá se zřejmé, že v souvislosti s domestikací zvířat se například zvětšilo množství chorob, jimiž člověk mohl onemocnět, v důsledku odklonu od původní stravy se objevil také například zubní kaz a dokonce se zmenšila průměrná výška obyvatel.
Podle objevů v mongolské lokalitě Šabarak-usu ("Planoucí útesy") se jeví jako pravděpodobné, že fosilní úlomky skořápek vajec dinosaurů používali již kolem roku 8000 př. n. l. raně neolitičtí obyvatelé pouště Gobi, kteří je opracovávali a navrtávali do podoby „korálků“ pro nošení na náhrdelnících a jiných přívěscích.
Společnost v té době je násilná.

## Prekeramický neolit
Pojem vztahující se k specifickému období na blízkém Východě, Balkáně a egejské oblasti, kdy místní obyvatelstvo sice znalo zemědělství, ale nedokázalo ještě vyrábět keramiku, resp. keramické nádoby. Protože keramické nádoby a střepy z nich patří mezi nejdůležitější archeologické nálezy, vzniklo pro toto období specifické pojmenování.

## Kultury ve střední Evropě
- Kultura s lineární keramikou (v Česku nejznámější sídliště Bylany u Kutné Hory)
- Kultura bukovohorská
- Kultura s vypíchanou keramikou (např. skanzen Březno u Loun)
- Potiská kultura
- Protolengyel
- Lengyelská kultura
- Kultura s moravskou malovanou keramikou (Nové Sady, Těšetice-Kyjovice)
- Jordanovská kultura
- Kultura s nálevkovitými poháry (Makotřasy)

### Mimo střední Evropu
- Jarmucká kultura (Izrael)
- Kultura Vinča (Srbsko)
- Tripolská kultura (Ukrajina, Rumunsko)